# Sikorzyn (Gostyń)
Pour les articles homonymes, voir Sikorzyn.
Sikorzyn (prononciation : [ɕiˈkɔʐɨn]) est un village polonais de la gmina de Gostyń dans le powiat de Gostyń de la voïvodie de Grande-Pologne dans le centre-ouest de la Pologne.
Il se situe à environ 6 kilomètres au sud-ouest de Gostyń (siège de la gmina et du powiat) et à 63 kilomètres au sud de Poznań (capitale régionale).
Le village possédait une population de 290 habitants en 2004.

## Histoire
De 1975 à 1998, le village faisait partie du territoire de la voïvodie de Leszno.

Depuis 1999, Sikorzyn est situé dans la voïvodie de Grande-Pologne.